# Престолонаследник
Престолонаследник је особа прва у низу за наслеђивање престола. То је углавном најстарији син монарха, поготово ако је у питању примогенитура која фаворизује мушке потомке. Кроз историју су престолонаследници понекад бивали и крунисани за време живота и владавине својих претходника. То је био у случај у Француској све до владавине Филипа II, те у осталим државама које су се угледале на француски модел. Реч принц потиче, преко француске речи prince, од латинске именице prīnceps, од primus (први) и caput (глава), што значи „први, пре свега, главни, најугледнији, племенити владар, принц“.

## Принц као генерички за владара
Оригинална, али сада мање уобичајена употреба речи била је примена латинске речи prīnceps, из касног римског права и класичног система владавине који је на крају уступио место европском феудалном друштву. У том смислу, принц је владар територије која је суверена или квази-суверена, то јест, има значајне (мада не све) прерогативе повезане са монарсима независних нација, као што су непосредне државе унутар историјских граница Светог римског царства. У средњовековној и раној нововековној Европи било је чак две стотине таквих територија, посебно у Италији, Немачкој и галској Ирској. У том смислу, „принц” се користи за све владаре, без обзира на стварну титулу или прецизан ранг. Ово је ренесансна употреба термина који се налази у чувеном делу Никола Макијавелија, Il Principe. У овом смислу се такође користи у Декларацији независности Сједињених Држава.
Кадети других француских princes étrangers утицали су на сличну употребу под краљевима Бурбона. Увек суочени са скептицизмом Сен-Симона и истомишљених дворјана, преузимање кнежевске титуле од стране ових квази-краљевских аристократа као личне, а не територијалне, ознаке наишло је на одређени отпор. Пере Анселм у писању Histoire Genealogique et Chonologique прихвата да је до краја 17. века наследник сувереног војводства Ла Тур д'Оверњ носио титулу принц де Бујо, али ће 1728. забележити и да је рођак наследника Ла Тура, гроф од Олијерге, је „познат као принц Фредерик” („dit le prince Frédéric”).

## Кнез као садржајна титула
Други принчеви своју титулу не добијају из династичког чланства као таквог, већ из наслеђивања титуле назване за специфичну и историјску територију. То може да буде случај и кад је поседовање прерогатива или имовине породице на тој територији можда одавно прошло. Таква је била већина „кнежевина” старог француског „режима”, којима се то замерало у мемоарима Сен-Симона због њихове претенциозности. Међу њима су биле кнежевине Аршес-Шарлевил, Бвабел-Анришмон, Шале, Шато-Рено, Гемене, Мартиг, Меркјор, Седан, Талмонд, Тингре и „краљевство” Ивто, између осталих.

## Титула у религији
У државама са елементом теократије, ово може утицати на кнежевство на неколико начина, као што је стил владара (нпр. са секундарном титулом која значи син или слуга именованог божанства), али и начин сукцесије (чак и реинкарнација и препознавање).

### Хришћанство
Извеана верска звања се могу сматрати кнежевским рангом или имплицирају упоредива земаљска права. Принчеви-папе, папе, наследни принчеви-кардинали, кардинали, принц-лорд бискупи, принц-бискупи, лорд-бискупи, принц-проректор и принчеви-опати се називају принчевима цркве.
Такође, у хришћанству се Исус Христ понекад назива принцом мира. Друге титуле за Исуса Христа су принц принчева, принц завета, принц живота и принц краљева Земље. Даље, Сатана је популарно назван принц таме; а у хришћанској вери се такође спомиње и као принц овога света и принц моћи ваздуха. Још једна титула за Сатану, која данас није тако често уобичајена, али изгледа да је била отприлике 30. године наше ере од стране тадашњих фарисеја, била је титула принц ђавола. Принц Израела, принц анђела и принц светлости су титуле које се дају арханђелу Михаилу. Неке хришћанске цркве такође верују да пошто су сви хришћани, попут Исуса Христа, деца Божија, онда су и они принчеви и принцезе неба. Свети Петар, Исусов ученик, познат је и као принц апостола.

### Ислам

#### Сунизам
Титула принц се у сунитском исламу користи за потомке Хазрет Ишана, који су имами породице пророка Мухамеда у ишанском сунитском веровању и врховне вође накшибандске суфијске заједнице као крвни потомци њиховог прапатријарха Сајида Бахаудина Накшбанда. Титуле „Шахзада”, „Амир”, „Мир” и „Сардар” су преведене као Принц и до данас се користе за обраћање Хазрет Ишанима у контексту њихових односа са могулском и паштунском краљевском породицом и за одавање почасти њиховој одговорност вођења ишанског сунитског ислама. Данас се то користи као појачан обичај који је преживео укидање Авганистанске монархије током Совјетске инвазије на Авганистан.

#### Шиизам
У шиитском исламу титула принц се такође користи као адреса за Ага Кана, вођу низаријске исмаилитске шиитске заједнице. Титула принц, слично као и за Хазрет Ишана, преовлађујућа је као обичај у смислу дуготрајне употребе, као за чланове краљевске породице Каџар и у погледу њихове одговорности за вођење исмаилитског шиитског ислама.

## Титуле
Престолонаследници обично носе посебне титуле која означавају њихов статус: 
- Принц од Велса је британски (претходно енглески) престолонаследник
- Принц од Орање је холандски престолонаследник
- Принц од Астурије је шпански (претходно кастиљски) престолонаследник
- Дофен је био француски престолонаследник итд.

Престолонаследник може изгубити своју позицију ако прекрши одређена уставна правила. На пример, британски престолонаследник би изгубио право на трон уколико би постао католик или склопио брак са католиком, а шведски крунски принц или крунска принцеза би изгубили свој статус ако би склопили брак без одобрења монарха или склопили брак са особом која је у наследном низу за други трон.

## Тренутни престолонаследници
- Салман ибн Хамад ибн Иса ел Халифа — Бахреин
- Елизабета од Белгије — Белгија
- Ел Мухтади Билах — Брунеј
- Фредерик, гроф од Монпезата — Данска
- Нарухито, престолонаследник Јапана — Јапан
- Хусеин, престолонаследник Јордана — Јордан
- Наваф ел Ахмад ел Џабер ел Сабах — Кувајт
- Принц Леротоли Сеисо — Лесото
- Алојз (наследни кнез Лихтенштајна) — Лихтенштајн
- Гијом, престолонаследник Луксембурга — Луксембург
- Мулај Хасан, престолонаследник Марока — Мароко
- Жак од Монака — Монако
- Катарина-Амалија, принцеза од Орање-Насауа — Холандија
- Хокон, престолонаследник Норвешке — Норвешка
- Тамим ибн Хамад ел Тани — Катар
- Султан ибн Абдул Азиз ел Сауд — Саудијска Арабија
- Тупоутоа Улукалала Сијаоси Мануматаонго Алаивахамамао Ахоеиту Константин Тукуахо — Тонга
- Чарлс, принц од Велса — Уједињено Краљевство и Крунске земље Комонвелта
- Викторија, војвоткиња од Вестерјеталанда — Шведска

Тренутне монархије без престолонаследника су:
- Андора — француски копринц је изабрани председник француске, а бискупског копринца поставља папа.
- Бутан — краљ још увек нема деце
- Камбоџа — изборна монархија
- Оман — султан нема деце
- Свазиленд — наследника бира посебни савет у посебној процедури од све краљеве деце
- Тајланд — пети син краља је могући престолонаследник,
- Шпанија — најстарија кћерка краља је могућа престоласледница, ако краљ добије сина она губи право промогенитуре
- Ватикан — папа се бира